# Chiuro
Chiuro, (Ciǜür in dialetto valtellinese), è un comune italiano di 2 440 abitanti della provincia di Sondrio in Lombardia. È situato nella media Valtellina sulla sponda destra del fiume Adda, che dista circa 10 chilometri ad est dal capoluogo.

## Reperti preistorici

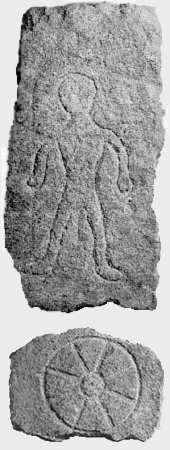
Le due stele di Castionetto

Nel 1959 Maria Reggiani Rajna rinvenne, incastrate nel muretto di una vigna presso la contrada Castionetto, due stele preistoriche attualmente custodite presso il Museo Valtellinese di Storia e Arte di Sondrio.
La prima stele ha forma di parallelepipedo (60 cm per 30 cm) ed è decorata su entrambe le facce.
Su una faccia è raffigurato un elemento a tre linee parallele, probabilmente una collana. Secondo gli esperti risalirebbe all'eneolitico (2200 - 1800 a.C.). L'altra faccia rappresenta una figura antropomorfa che afferra nella mano destra un'ascia dal lungo manico, una sorta di alabarda. Secondo il Priuli, si sovrapporrebbero ben 5 fasi di incisioni in cui l'ultima fase sarebbe di epoca medioevale.
La seconda stele mostra una rappresentazione di una ruota a doppio cerchio con otto raggi interni. Secondo Emmanuel Anati, archeologo e direttore del Centro Camuno di Studi Preistorici di Capo di Ponte, questa figura sarebbe "comune nell'arte rupestre camuna a partire dal secondo periodo, ossia dall'eneolitico, ma sconosciuto altrove".
Potrebbe trattarsi di un simbolo solare o semplicemente di una raffigurazione di una ruota.

## Luoghi di interesse

### La chiesa dei Santi Giacomo e Andrea
La chiesa parrocchiale dei Santi Giacomo e Andrea risale all'epoca medioevale. Fu consacrata il 24 giugno 1487 da Antonio vescovo di Salona. Venne ricostruita in stile barocco nella seconda metà del 1600.
L'interno, con ricche decorazioni in stucco del ticinese Agostino Silva (1620-1706), presenta numerose opere d'interesse:
nella seconda cappella a sinistra Crocifissione di Gian Giacomo Borni (1635-1700), detto Giacomo Bate, una predella I quattro Evangelisti di scuola valorsiana del 1567, nel presbiterio tele e affreschi del pittore di Caspano, nel comune di Civo, Giacomo Parravicini (1660-1729) dai toni cupi, sopra l'altare maggiore il ciborio ligneo dorato dell'intagliatore della Val di Sole Michele Cogoli realizzato nel 1692, gli stalli corali lignei sono del comasco Pietro Brasca del 1527.
La volta presenta affreschi del bergamasco Giuseppe Brina.
Nella casa parrocchiale, posta a lato della chiesa, si trova un San Vincenzo Ferreri del pittore ticinese Giuseppe Antonio Petrini di Carona (1677-1759).
Nel 1896-97, a causa dell'incremento demografico, si decise di ampliare la chiesa prolungandola di una campata. La facciata si trovò pertanto addossata al Portico dei Disciplini, riccamente affrescato dal pittore grosino Cipriano Valorsa (1514-1604) attiguo alla Cappella di Santa Marta con affreschi della scuola di Giovannino da Sondalo.

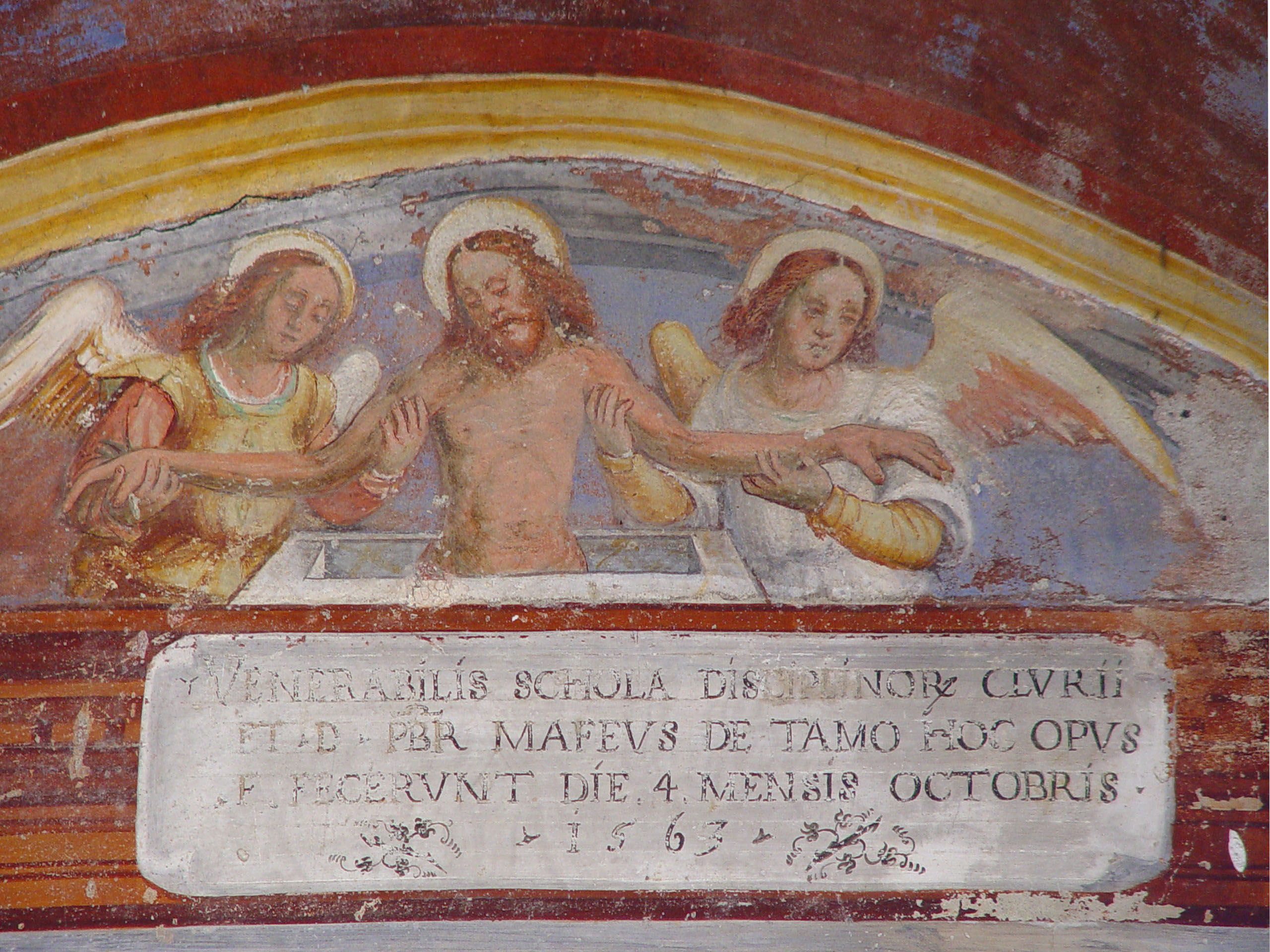
Portico dei Disciplini
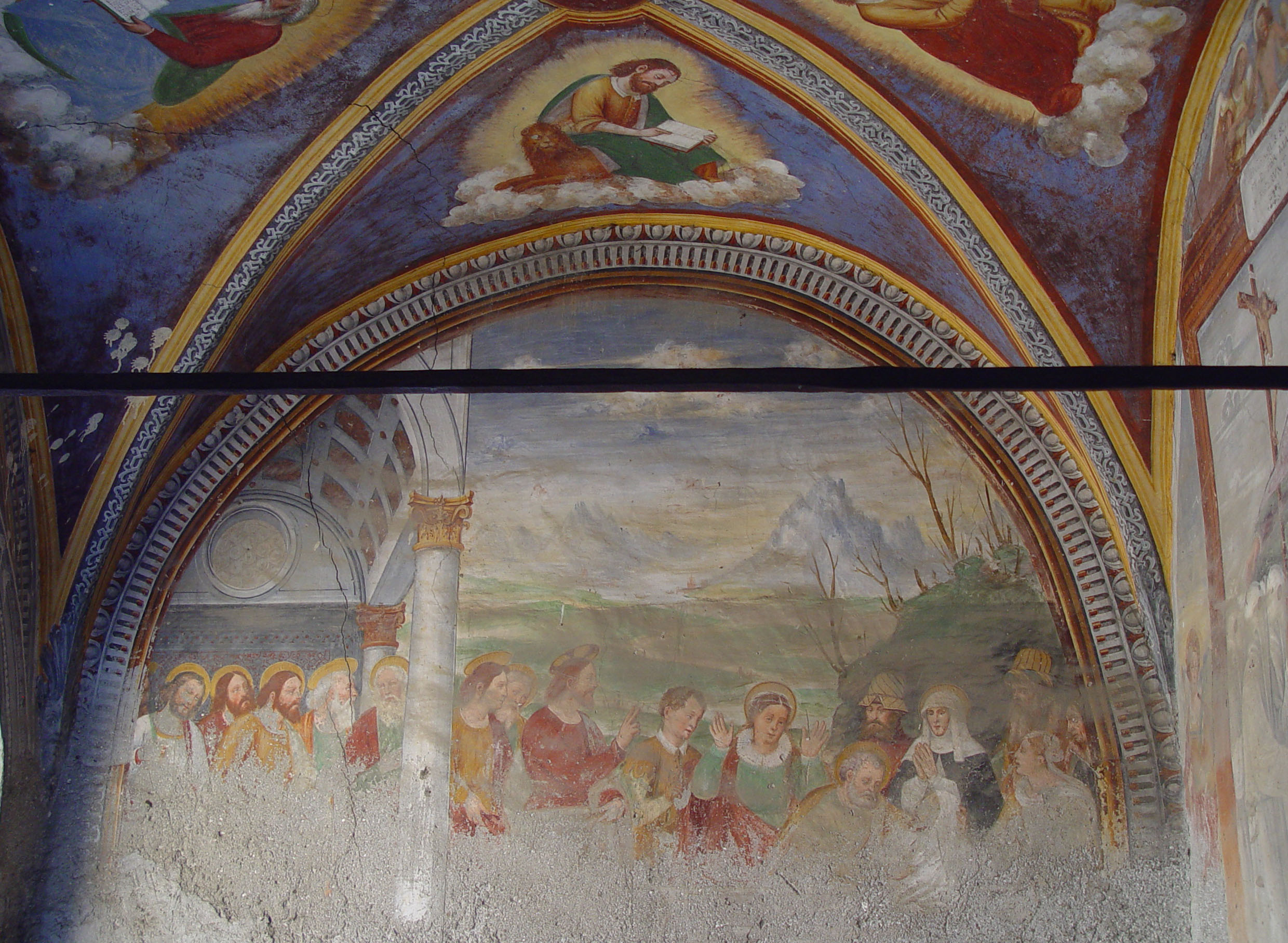
Portico dei Disciplini
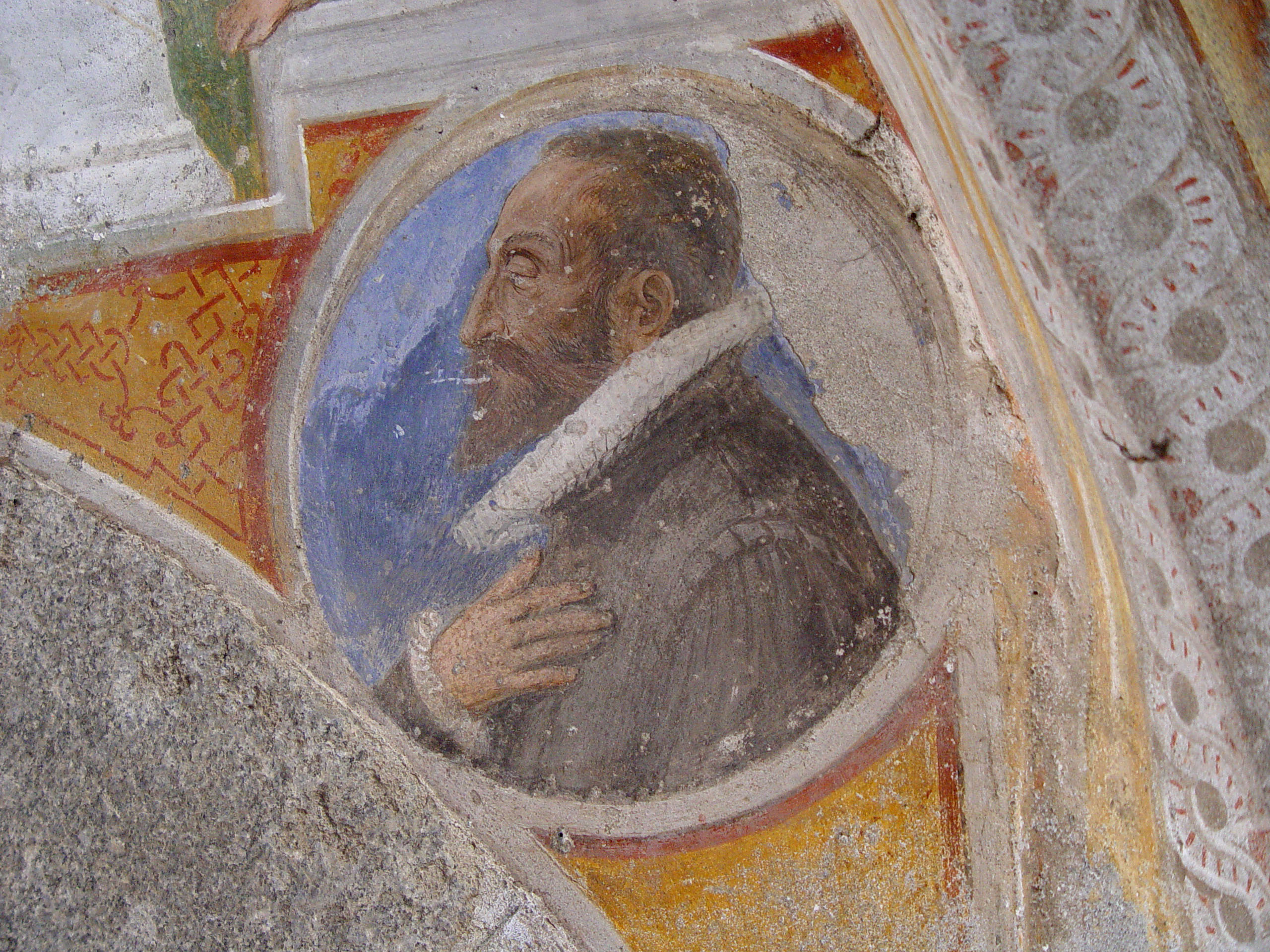
Portico dei Disciplini

### Chiesa della Madonna della Neve e San Carlo
La chiesa fu edificata nel 1600, per voto del nobile Giovanni Antonio Quadrio, su una preesistente chiesetta. Consacrata il 18 settembre 1628 dal vescovo di Como Lazaro Carafino, è dedicata alla Beata Vergine della Neve e a San Carlo Borromeo. L'8 gennaio 1748 venne benedetto l'altare dedicato a San Francesco di Paola e il 22 giugno 1751 l'altare dedicato a San Vincenzo Ferreri. Nell'anno 1773, Carlo Domenico Giudice realizzò il portale in marmo dell'ingresso principale.
La facciata presenta tre statue, Sant'Andrea, San Carlo Borromeo e Maria, madre di Gesù, realizzate dal ticinese Andrea Casella. All'interno la navata è coperta da una volta a botte completamente affrescata con tre medaglioni dipinti da Cesare Ligari (1716-1770) e incastonati entro quadrature di Giuseppe Coduri detto il Vignoli (1720-1802). Muovendosi dall'ingresso verso l'altare maggiore, le pitture presenti sulla volta raffigurano: Davide e Salomone,l’Allegoria della Purezza, l’Assunzione di Maria e l’Allegoria della Verità. Il tema dell'Assunzione si ritrova nel presbiterio, più precisamente nel dipinto eseguito dal valtellinese Giacomo Parravicini detto il Gianolo (1660-1729). A tema mariano è anche l'altare maggiore, dove trova posto una statua raffigurante la Madonna col Bambino. Altre opere conservate all'interno della chiesa: una grande tela raffigurante il Miracolo della Madonna della Neve realizzata nel 1716 da Giuseppe Brina, affreschi realizzati nel 1751 dal milanese Alessandro Parravicini, episodi della vita di San Giuseppe, opera di Torildo Conconi, una tela con San Nicola vescovo del bormino Carlo Marni.

### La torre di Castionetto
La Torre di Roncisvalle detta anche Torre di Castionetto è una torre di osservazione che sorge in contrada Castionetto ad un'altitudine di 689 m s.l.m. e viene tradizionalmente indicata come appartenuta a Stefano Quadrio, condottiero del XV secolo. Si affaccia sulla Valtellina a costituire, ancora oggi, un punto di osservazione preferenziale.

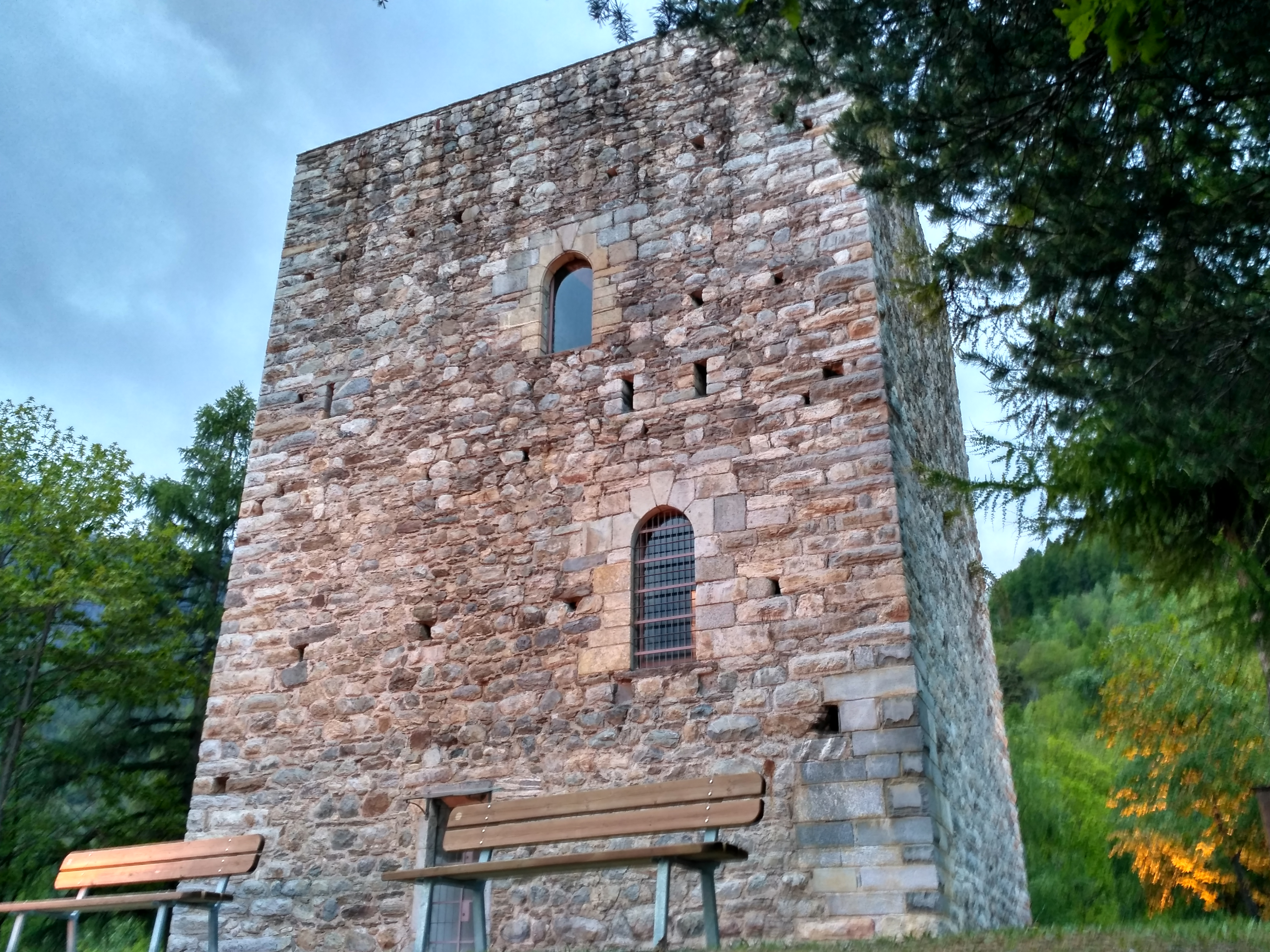
La Torre di Roncisvalle
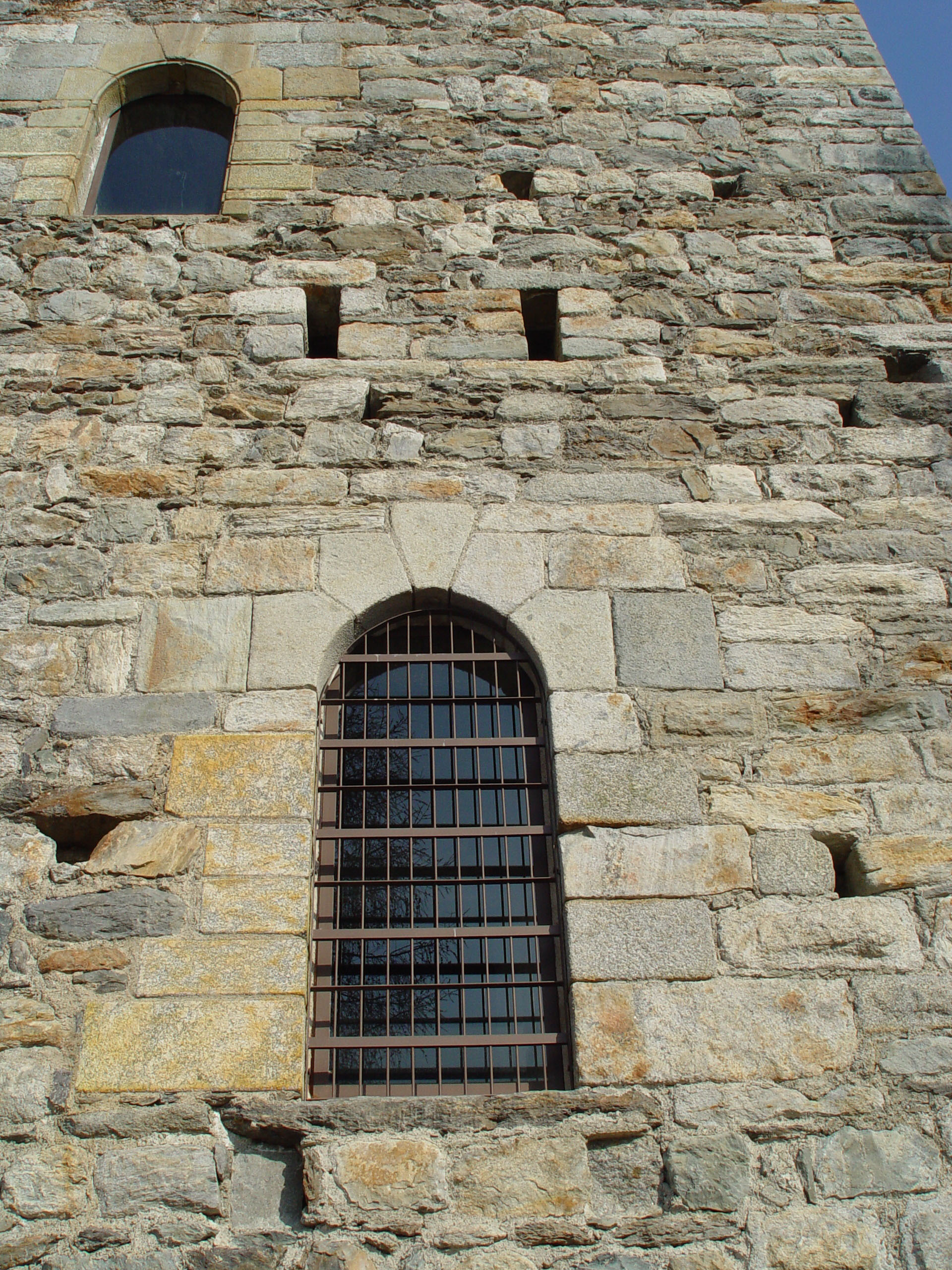
Ingresso originale al primo piano

## Società

### Evoluzione demografica
Abitanti censiti

## Economia

### Artigianato
L'artigianato locale è incentrato sulla produzione del tappeto tipico denominato il <<pezzotto>> valtellinese, caratterizzato da una grande vivacità e varietà di colori, oltre a pregevoli disegni geometrici.

## Amministrazione
L'amministrazione comunale è al momento costituita dalla lista civica "Rinnovamento e Continuità per Chiuro" con il sindaco Tiziano Mafezzini.

## Sport
Presente sul territorio comunale il Gruppo Sportivo di Chiuro, che organizza principalmente attività di Atletica, Pallavolo e molto altro.

## Infrastrutture e trasporti

### Strade
Il paese è raggiungibile attraverso la strada statale 38 dello Stelvio, che percorre il fondovalle della Valtellina; Da Chiuro parte la strada provinciale 23 che collega la città con le località di Castello dell'acqua. Sempre da Chiuro transita la cosiddetta "Strada panoramica dei castelli", che percorre i paesi di mezzacosta sul versante retico tra cui Castionetto di chiuro, fino a giungere a Teglio. Questa strada offre un itinerario suggestivo tra fortificazioni, torri, chiese, vigneti, meleti e una bella panoramica su tutto il fondovalle e sulla catena montuosa orobica.

### Ferrovie
La stazione di Chiuro, aperta nel 1902 è posta sulla linea Tirano-Lecco, servita da treni regionali e RegioExpress. Attualmente alla stazione effettuano fermata pochissimi treni, molti dei quali autosostituiti.

### Autolinee
Chiuro è transitato dall'autolinea A48 (Sondrio-Chiuro-Teglio), dall'A41 (Sondrio-Aprica), dall'A64 (Sondrio-Tirano) e in parte dall'A46(Sondrio-Ponte in Valtellina), esercitate dalla Società per i Trasporti Pubblici di Sondrio (STPS)
Delle 4 linee sopra riportate, solo le prime due presentano un cadenzamento accettabile. I collegamenti diretti con Tirano sono quasi inesistenti e la via più veloce passa per il cambio a Tresenda o a Sondrio con le ferrovie. Anche i collegamenti con il vicino paese di Ponte sono limitati.
Chiuro è inoltre capolinea della tratta A51 e A51b (Chiuro-Castello dell'Acqua)

## Galleria d'immagini

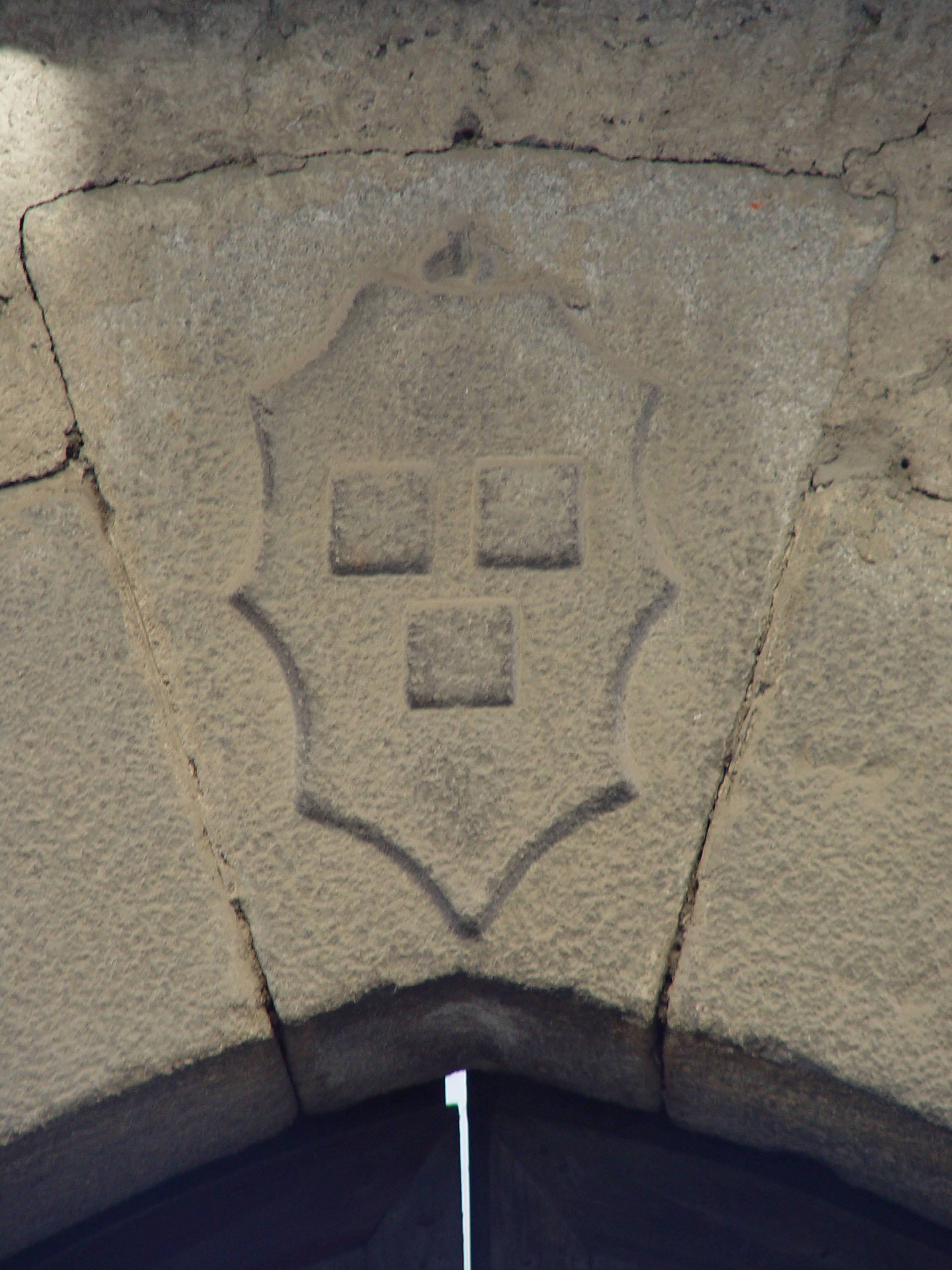
Stemma Quadrio
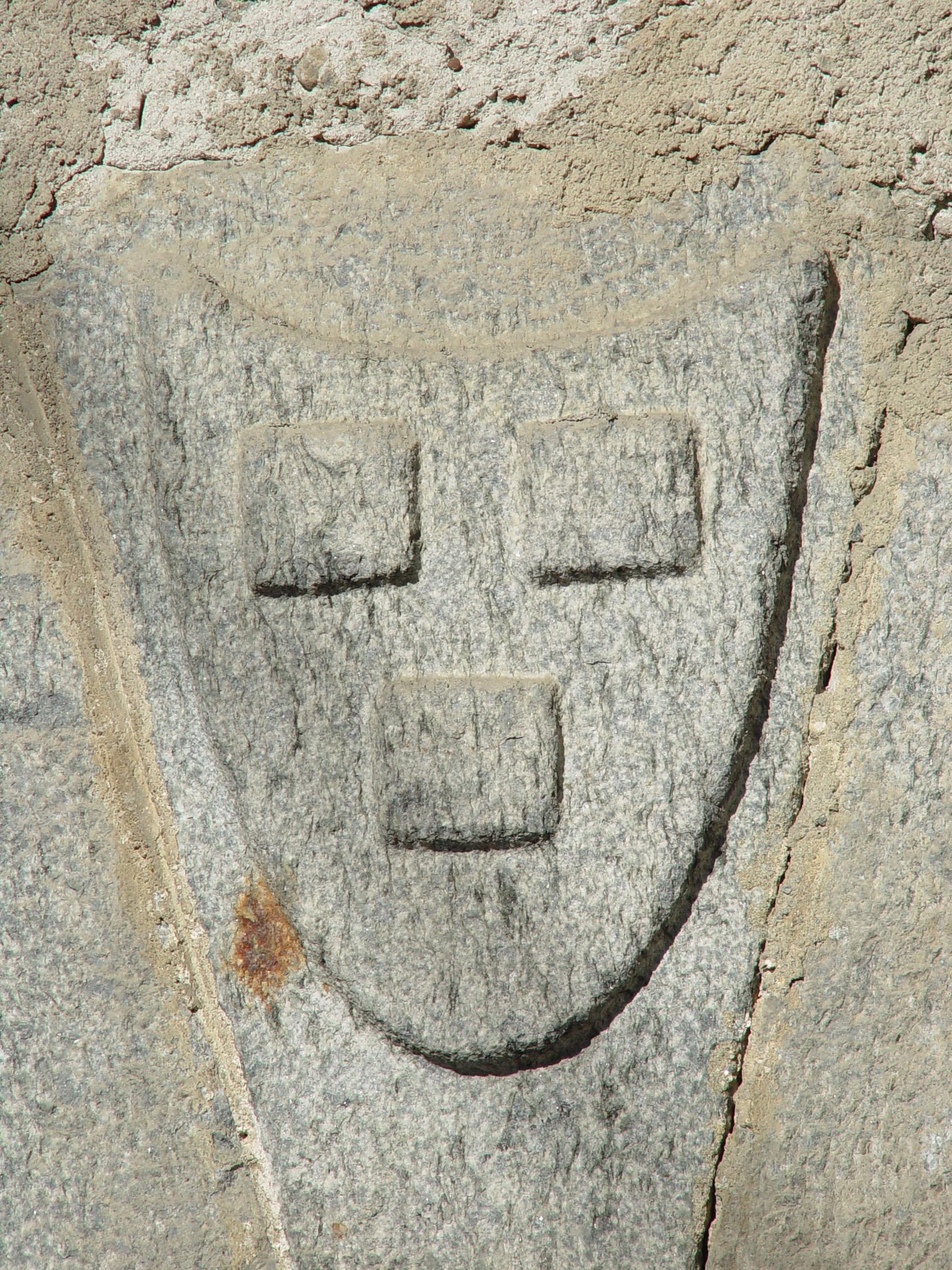
Stemma Quadrio
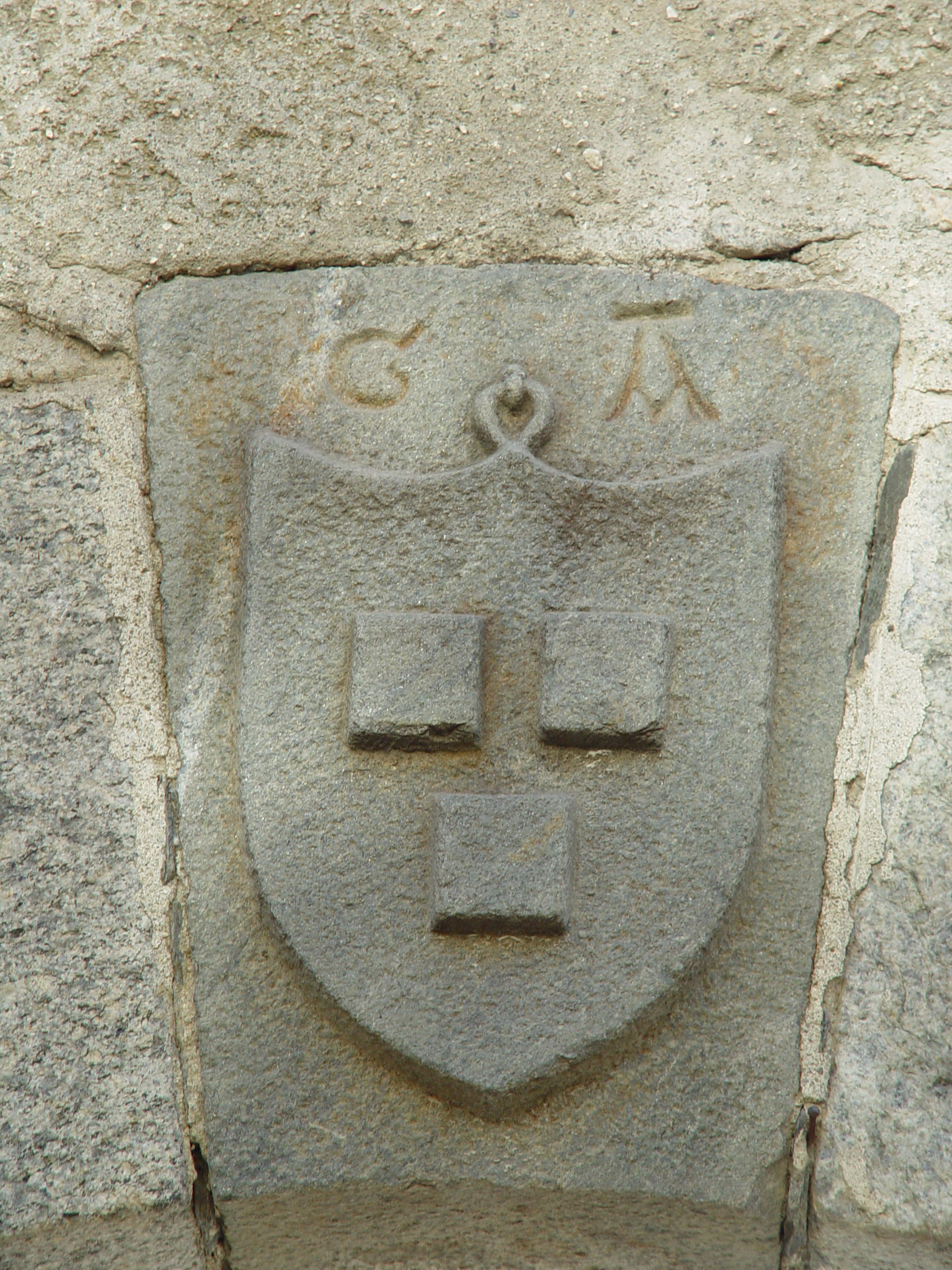
Stemma Quadrio

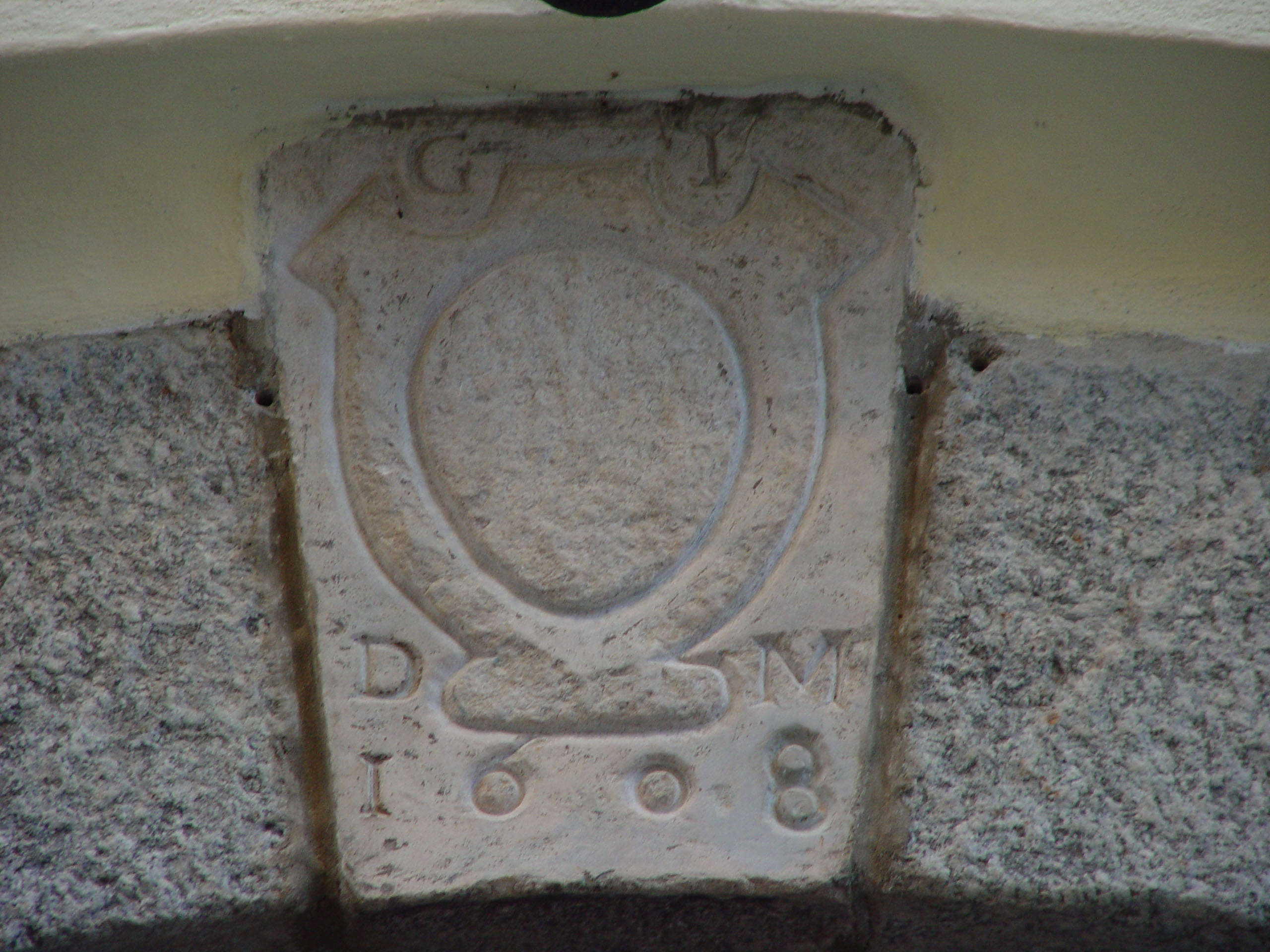
Stemma abraso
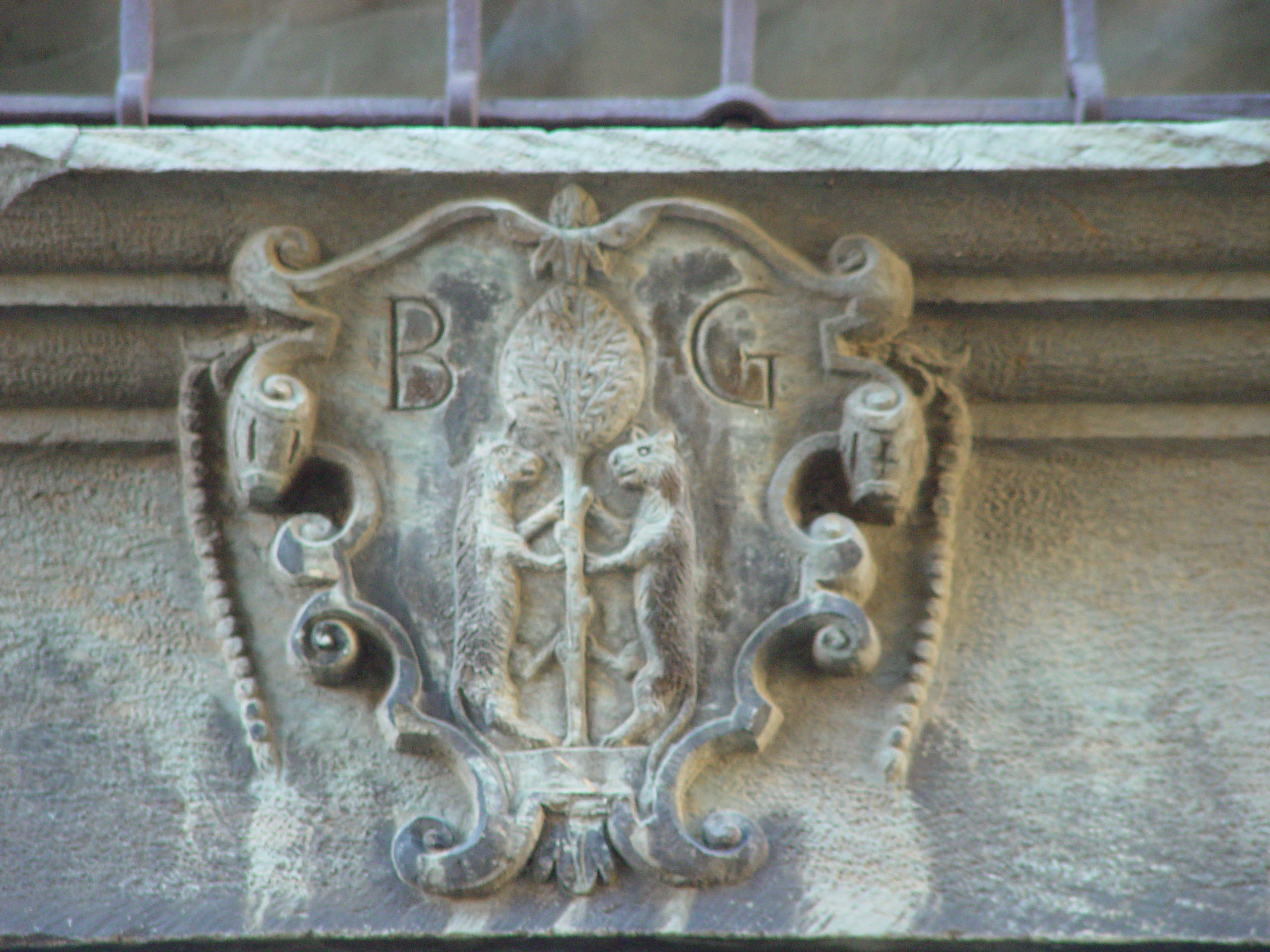
Stemma Besta de Gatti
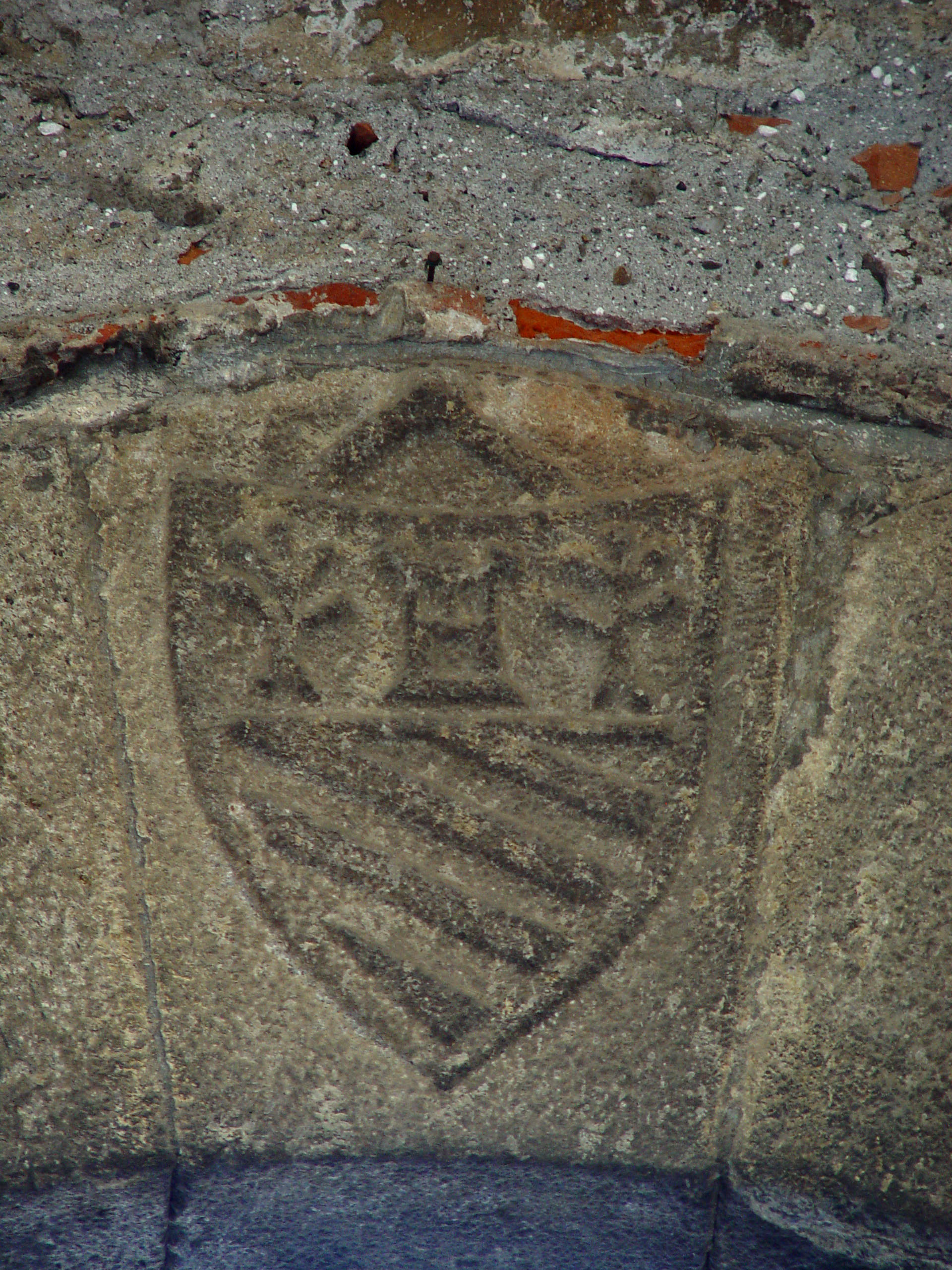
Stemma Gaifassi di Morbegno

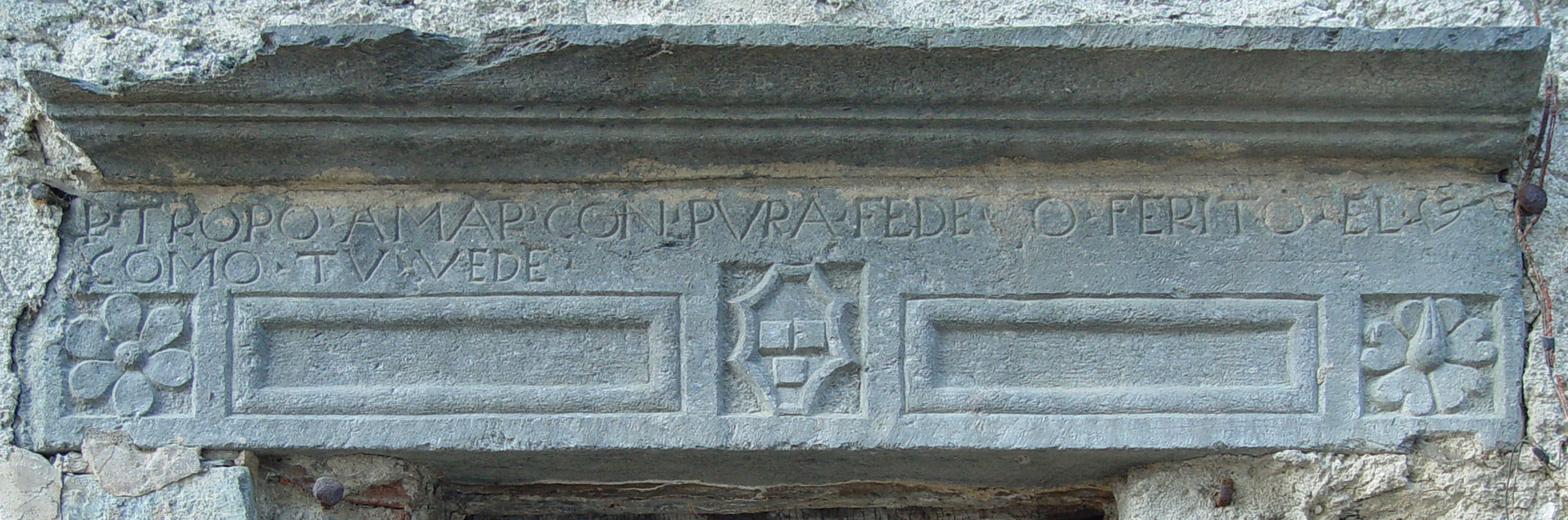
Iscrizione rinascimentale d'amore in Largo Besta de' Gatti